# Klaus Letzgus
Klaus Letzgus (* 26. März 1940 in Stuttgart) ist ein deutscher Jurist und war von 1992 bis 1996 Staatssekretär in Mecklenburg-Vorpommern.

## Biografie
Klaus Letzgus studierte nach dem Schulbesuch in Stuttgart von 1959 bis 1963 Rechtswissenschaften an verschiedenen Universitäten mit zweitem Staatsexamen in Stuttgart 1969. Er wurde 1971 in Freiburg im Breisgau zum Dr. jur. promoviert. Letzgus war dann zunächst in der Automobilindustrie tätig, wechselte 1974 zum Verlag C. H. Beck und amtierte von 1992 bis 1994 als Staatssekretär im Ministerium für Justiz, Bundes- und Europaangelegenheiten sowie von 1994 bis 1996 im Innenministerium des Landes Mecklenburg-Vorpommern.
Daneben war er als Lehrbeauftragter und Honorarprofessor an verschiedenen Hochschulen tätig. Er war einer der Mitbegründer der Neuen Zeitschrift für Strafrecht (NStZ).
Letzgus ist seit 1983 Mitglied der CSU.

### Biografie im Überblick
- 1959: Abitur, humanistischer Zweig, Stuttgart
- 1959–1963: Studium der Rechtswissenschaft an den Universitäten Tübingen, Kiel, Berlin und Freiburg
- 1963: Erste juristische Staatsprüfung in Freiburg
- 1964–1968: Juristischer Vorbereitungsdienst im Oberlandesgerichtsbezirk Karlsruhe (einjährige Unterbrechung für wissenschaftliche Arbeiten)
- 1964–1971: Persönlicher Assistent von Jescheck; Referent am Max-Planck-Institut für ausländisches und internationales Strafrecht in Freiburg
- 1968: Zweite juristische Staatsprüfung
- 1971–1974: Abteilungsleiter einer juristischen Stabsstelle bei der Daimler-Benz AG, Stuttgart
- 1974–1992: Prokurist, Cheflektor und Mitglied der Geschäftsleitung im Verlag C. H. Beck München
- 1975–1992: Lehrbeauftragter an der Universität München
- 1976: Zulassung als Rechtsanwalt in München
- 1992–1994: Staatssekretär im Ministerium für Justiz, Bundes- und Europaangelegenheiten des Landes Mecklenburg-Vorpommern
- 1992–2006: Lehrbeauftragter an der Universität der Bundeswehr in München
- 1994–1996: Staatssekretär im Innenministerium des Landes Mecklenburg-Vorpommern
- 1995: Honorarprofessor für Strafrecht und Strafprozessrecht an der Universität Rostock
- 1997–2007: Ausbildung von Fachanwälten für Strafrecht beim Deutschen Anwaltsinstitut in Bochum
- seit 1997: Tätigkeit als Rechtsanwalt in München
- seit 1997: Freier Mitarbeiter im Verlag C. H. Beck (München)
- 2001–03: Generalbevollmächtigter des Verlages C. H. Beck für Nomos Verlag,
- Seit 2004: Freier Mitarbeiter im Verlag Nomos

### Akademische Abschlüsse
- 1963: Studium: Erstes Juristisches Staatsexamen, Universität Freiburg
- 1971: Promotion Dr. iur., Universität Freiburg mit summa cum laude Titel der Arbeit: Vorstufen der Beteiligung. Erscheinungsformen und ihre Strafwürdigkeit.

### Funktionen
- 1973–2008: Mitglied und seit 1994 Vorsitzender der Prüfungskommissionen für die Erste und Zweite Juristische Staatsprüfung in Freiburg, Stuttgart, Rostock und München für die Gebiete Strafrecht, Zivilrecht und Anwaltliches Berufsrecht
- 1981: Begründer und Mitherausgeber „Neue Zeitschrift für Strafrecht“ (NStZ)
- 1997–2007: Ausbildung von Fachanwälten für Strafrecht beim Deutschen Anwaltsinstitut

## Veröffentlichungen
- Vorstufen der Beteiligung. Erscheinungsformen und ihre Strafwürdigkeit, Duncker & Humblot, 1972, ISBN 978-3-428-02707-1